# Kubai anolisz
A kubai anolisz (Anolis porcatus) a hüllők (Reptilia) vagy (Sauropsida) osztályába és a Polychrotidae családjába tartozó faj.

## Elterjedése
A Közép-Amerikához tartozó Kubában és Hispaniolában él. Betelepítették Floridába.

## Megjelenése
A testhossza 32 cm. A színét képes változtatni, mint a kaméleon.